# Dimitile (région)
Pour les articles homonymes, voir Dimitile.
Le Dimitile est une zone de hauts plateaux sur l'île de La Réunion, département d'outre-mer français dans le sud-ouest de l'océan Indien. Elle se situe dans les Hauts de la commune de L'Entre-Deux. Elle surplombe le sud-est du cirque naturel de Cilaos. Elle est en grande partie protégée par le parc national de La Réunion.

## Géographie
Le Dimitile se situe sur une planèze ; ses belvédères sur Cilaos sont à environ 1 850 m d'altitude. Une ligne domaniale d'environ dix mètres de largeur déboisée matérialise à mi-hauteur de Cilaos à Grand Bassin la limite des propriétés privées, de plus en plus reprises par la région.
Capitaine Dimitile est une association qui gère, au lieu-dit plateau des Tamarins (du Dimitile), 20 hectares, classés en Espace naturel sensible par le département en 2005. Cette zone constitue un milieu originel et anthropique. La forêt est de type tropical humide (selon le botaniste Thérésien Cadet), mais on rencontre également une végétation composée de branles vert et blanc.
Le Dimitile est visible de l'Entre-Deux, de la plaine des Cafres ou de la mer.

## Histoire
Les premiers habitants sont des esclaves en fuite (entre 1715 et 1848). L'un de leurs chefs sera l'« insaisissable » Dimitile qui laissera son nom à cette partie de l'île : plateau et îlet se situant entre le bras de Cilaos et le bras de la Plaine d'où le nom du village de l'Entre-Deux. 
Puis viendront, après l'abolition de l'esclavage, les Petits Blancs des Hauts, colons désargentés surnommés ici les pattes jaunes, yabs ou maoules.
Ce sont eux qui acclimateront le géranium rosat destiné à la fabrication d'huile essentielle.
Des acacias (coupe-vent et bois de chauffage), arums, fuchsias, hortensias et longoses ont été aussi cultivés. À la suite du cyclone de 1948 le site a été déserté.
Restent à Camp marron les vestiges de quelques petites cases créoles ainsi que la reconstitution d'un camp d'esclaves marrons et une stèle à la mémoire des premiers habitants.

## Activités

### Économie
Le Dimitile produisait, jusque dans les années 1950 une huile essentielle de géranium de grande qualité, descendue jusqu'au centre-ville par des bœufs sur des sentiers pentus, mais aussi à dos d'homme.
La terre offrait aux travailleurs, hommes et femmes, des pommes de terre, des oignons des œillets. 
Les anciens, qui ont en mémoire le tragique cyclone de 1948, peuvent témoigner de ce passé, mais ils se comptent aujourd'hui sur les doigts d'une main. Le géranium qui avait remplacé la forêt primitive est presque oublié, l'acacia s'est imposé sur les zones cultivables, les bœufs lestés d'estagnons ont été remplacés sur autorisation par des 4×4.

### Herboristerie
Les tradipraticiens ou tisaneurs ont été nombreux à La Réunion, à commencer par les esclaves marrons. Frantz Ledoyen dit "Kakouk", un Entre-Deusien, est leur digne héritier. Initié à l'âge de 6 ans par son père, il a repris la tisanerie de celui-ci. Plusieurs décennies plus tard, il a acquis une renommée internationale.
Il œuvre pour la protection des espèces endémiques de l'île ; grâce à lui et à des collaborateurs, 22 plantes réunionnaises sont inscrites dans la pharmacopée officielle française.
En novembre 2018, avec Maxime Corbin et Elsa Havart, il a publié le livre Soigner par les plantes, Kakouk dévoile... où sont présentées les 58 plantes le plus utilisées par le tisaneur.

### Randonnées
Une piste permet aujourd'hui d'accéder au plateau avec un véhicule tout-terrain ou à VTT, mais plusieurs sentiers y mènent au départ de l'Entre-Deux : la Chapelle, le Zèbre, la Grande Jument et Bayonne (réservé aux randonneurs confirmés).
Depuis Camp marron, le sentier Jacky Inard longe la bordure du cirque de Cilaos jusqu'au sommet de l'Entre-Deux (2 352 m).
Suivant les itinéraires, il faut deux à huit heures de marche pour gravir 800 à 1 200 mètres de dénivelé.